# Frontenex
Frontenex ist eine französische Gemeinde mit 1.917 Einwohnern (Stand: 1. Januar 2022) im Département Savoie in der Region Auvergne-Rhône-Alpes. Frontenex gehört zum Kanton Albertville-2 im Arrondissement Albertville und ist Mitglied im Gemeindeverband Communauté de communes de la Haute Combe de Savoie.

## Geografie
Frontenex liegt etwa 31 Kilometer ostnordöstlich von Chambéry und etwa acht Kilometer südwestlich von Albertville am Fluss Isère. Umgeben wird Frontenex von den Nachbargemeinden Verrens-Arvey im Norden, Tournon im Osten, Notre-Dame-des-Millières im Südosten, Sainte-Hélène-sur-Isère im Süden sowie Saint-Vital im Westen und Südwesten.
Am Südrand der Gemeinde führen die frühere Route nationale 90 (heutige D1090) und die Autoroute A430 entlang. Ein Teil des Flugplatzes Albertville liegt in äußersten Südosten der Gemeinde.

## Bevölkerungsentwicklung
| Jahr                       | 1954 | 1962 | 1968 | 1975 | 1982 | 1990 | 1999 | 2006 | 2018 |
| -------------------------- | ---- | ---- | ---- | ---- | ---- | ---- | ---- | ---- | ---- |
| Einwohner                  | 528  | 671  | 664  | 1226 | 1310 | 1397 | 1582 | 1659 | 1913 |
| Quellen: Cassini und INSEE |      |      |      |      |      |      |      |      |      |

## Sehenswürdigkeiten
- neogotische Kirche Notre-Dame-de-la-Nativité aus dem Jahr 1870

## Persönlichkeiten
- Joseph Fontanet (1921–1980), Bildungsminister

## Weblinks

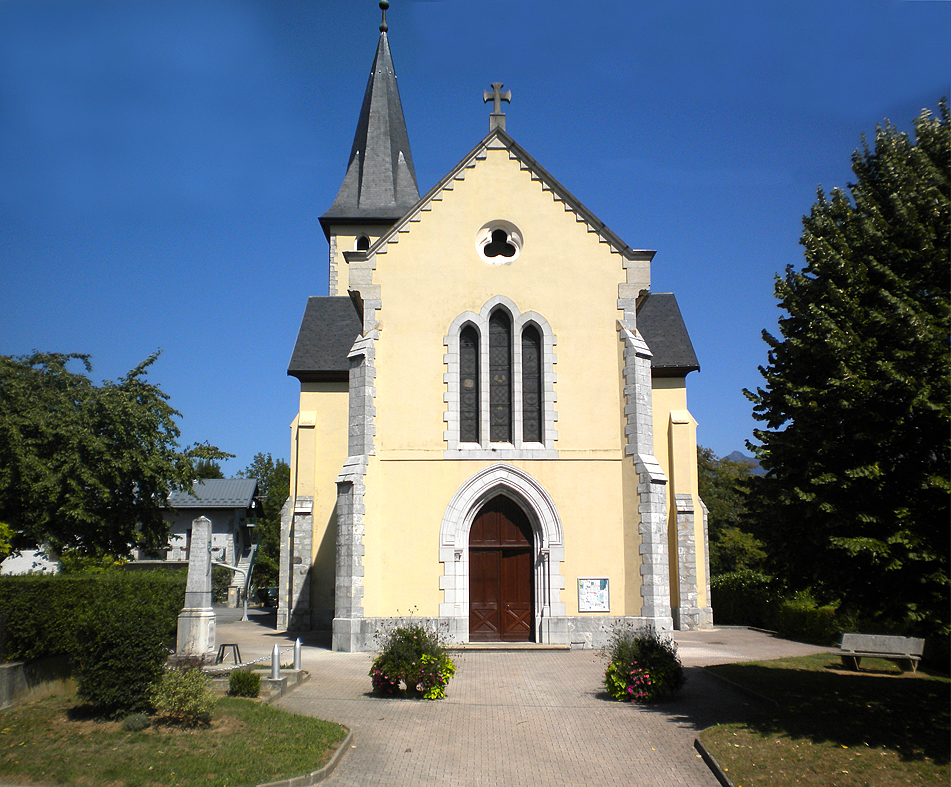
Kirche Notre-Dame-de-la-Nativité